# Astragalus turolensis
Astragalus turolensis es una  especie de planta herbácea perteneciente a la familia de las leguminosas. Es originaria de Europa

## Descripción
Es una planta densamente cubierta de pelos blancos y que presenta las inflorescencias en forma de racimos globosos largamente pedunculados.

## Distribución y hábitat
Es una planta herbácea perennifolia, originaria de España, donde se encuentra entre los pastos secos, matorrales aclarados y eriales; también aparece en claros y orlas de bosque.

## Sinonimia
- Astragalus aragonensis Willk.
- Astragalus arragonensis Freyn
- Astragalus domitus Bubani
- Astragalus turolensis subsp. aragonensis (Willk.) Maire